# Comme il est court le temps d'aimer
Pour plus de détails, voir Fiche technique et Distribution.
Comme il est court le temps d'aimer est un film franco-allemand, réalisé par Pier A. Caminneci, Michel Lemoine et Jean-François Davy, sorti en 1970.

## Fiche technique
- Titre : Comme il est court le temps d'aimer
- Réalisation : Pier A. Caminneci et Michel Lemoine
- Scénario : Pier A. Caminneci et Michel Lemoine
- Assistant réalisateur : Jean-François Davy
- Montage : Ursula Bleckmann, Siegrun Jäger et Alfred Srp
- Musique : Jerry van Rooyen
- Photographie : Edmond Richard
- Pays d’origine :  France /  Allemagne de l'Ouest
- Producteur : Pier A. Caminneci
- Production : Aquila Film Enterprises
- Langues : français
- Format : couleur — 35 mm — son monophonique
- Genre : drame
- Durée : 90 minutes
- Date de sortie :  1970

## Distribution
- Janine Reynaud : Fabienne
- Hans Meyer : Marc
- Pier A. Caminnecci : Manuel Ramedes
- Egon Vogel : Le vieil homme
- Eva Hoffmann : Agnès
- Peter Capell : Pater
- Gustl Datz : Peter
- Michel Lemoine : Franz
- Jürgen Baehren : Solange
- Michael Windaus